# ولنی (آیووا)
ولنی (به انگلیسی: Volney) یک منطقهٔ مسکونی در ایالات متحده آمریکا است که در شهرستان آلاماکی، آیووا واقع شده‌است. ولنی ۲۳۹٫۸۸ متر بالاتر از سطح دریا واقع شده‌است.